# 江农
江农（1985年—），云南勐腊人，哈尼族，中华人民共和国政治人物、第十二届全国人民代表大会云南地区代表。
西双版纳州勐腊县勐仑镇大卡村委会村民。2013年，担任全国人大代表。